# 烏戈利內耶科皮島
烏戈利內耶科皮島是俄羅斯的島嶼，屬於法蘭士約瑟夫地群島的一部分，位於齊格勒島和格里利島之間，由阿爾漢格爾斯克州負責管轄，直徑約3.5公里，最高點海拔高度393米。